# Platytrephes
Platytrephes is een geslacht van wantsen uit de familie van de Helotrephidae. Het geslacht werd voor het eerst wetenschappelijk beschreven door Zettel in 2005.

## Soorten
Het genus bevat de volgende soorten:

- Platytrephes depressus (Zettel, 1996)
- Platytrephes fasciatus (Zettel, 1996)
- Platytrephes insulanus (Zettel, 1997)
- Platytrephes kodadai (Zettel, 2000)
- Platytrephes sitesi (Zettel, 2005)